# Idioma ir
El idioma ir (también como in o yir) es una lengua, que en el año 2000, era hablada por 4420 personas, al este de la provincia de Salavan, al sur de Laos. Pertenece a las lenguas mon-jemer de familia de lenguas austroasiáticas.